# Visengrunty
Visengrunty je přírodní rezervace v lokalitě Bošovice v okrese Vyškov. Rezervace byla zřízena vyhláškou PZ ONV Vyškov ze dne 8. listopadu 1990. Leží jižně od města Slavkov u Brna. Důvodem ochrany je dochování xerotermní bylinné vegetace a zajištění druhové biodiverzity v krajině intenzivně zemědělsky využívané.

## Flóra
Stepní vegetaci zastupuje vzácný hrachor panonský pravý, dále sasanka lesní, kavyl Ivanův, koniklec velkokvětý, pelyněk Pančičův, len tenkolistý, oman mečolistý, hadinec nachový, hlaváček jarní, sinokvět měkký, hadinec červený, oman oko Kristovo, modřenec chocholatý, zvonek sibiřský, třemdava bílá či hvězdnice chlumní.